# Phymaturus antofagastensis
Phymaturus antofagastensis, conocido en Argentina como lagarto cola piche puneño, es una especie de lagarto de la familia Liolaemidae, identificada por primera vez por Enrique A. Pereyra en Antofagasta de la Sierra, Catamarca, en 1985.

## Descripción

### Distribución geográfica
A confirmar, endémico en la Puna catamarqueña, R. Argentina.